# Callionymus aagilis
Callionymus aagilis là một loài cá biển thuộc chi Callionymus trong họ Cá đàn lia. Loài này được mô tả lần đầu tiên vào năm 1999.

## Phân bố và môi trường sống
C. aagilis có phạm vi phân bố ở Tây Ấn Độ Dương. Loài này được biết đến tại Reunion và Mauritius. C. aagilis sống trên đáy cát, xung quanh các rạn san hô, được tìm thấy ở độ sâu hơn 30 m.

## Mô tả
Chiều dài tối đa được ghi nhận ở C. aagilis là khoảng 12,5 cm. C. aagilis là loài dị hình giới tính: vây lưng thứ nhất và thứ hai của cá đực vươn cao hơn so với cá mái, và đuôi cá đực cũng dài hơn của cá mái. Màu sắc của các mẫu tiêu bản (cá đực và cá mái) được bảo quản trong rượu: Đầu và thân có màu nâu nhạt; bụng trắng; lưng sẫm màu hơn. Đầu cá đực có các đốm nhỏ màu xám đen. Mõm cá đực có một dải cong màu trắng. Cổ họng có một đốm đen lớn hình tam giác ở cá đực; cá mái chỉ có những chấm nhỏ. Mắt có màu xám sẫm. Hai bên thân, phía dưới đường bên, có một hàng các đốm nhỏ màu nâu sẫm. Lưng có các đốm màu nâu sẫm. Vây lưng thứ nhất màu xám đen ở cá đực với các đường sọc trắng; ở cá mái có màu đen trơn. Vây lưng thứ hai có 3 – 4 đốm nâu trên mỗi tia vây. Vây hậu môn màu trắng đục.
Số gai ở vây lưng: 4; Số tia vây mềm ở vây lưng: 9; Số gai ở vây hậu môn: 0; Số tia vây mềm ở vây hậu môn: 8; Số tia vây mềm ở vây ngực: 21; Số gai ở vây bụng: 1; Số tia vây mềm ở vây bụng: 5.